# なばたとしたか
なばたとしたか（1977年3月30日 - ）は、日本のイラストレーター、絵本作家。代表作は絵本『こびとづかん』。石川県鶴来町（現・白山市）出身。
専門学校国際デザインカレッジ金沢卒業後、額縁・画材店で働く。『こびとづかん』の原型となる小冊子を東京のアートイベントで販売したところ完売したことが自信となり、出版社への持ち込みをした結果、2006年に長崎出版から『こびとづかん』を出版。